# Salesiáni spolupracovníci
Salesiáni spolupracovníci (ASC) jsou třetí větev salesiánské rodiny, kterou založil v roce 1876 svatý Jan Bosko. Soustřeďuje ty křesťany, kteří chtějí v salesiánském duchu společně pracovat pro druhé, zejména pro mládež a obyčejné lidi.